# 센트럴 파크 지하가

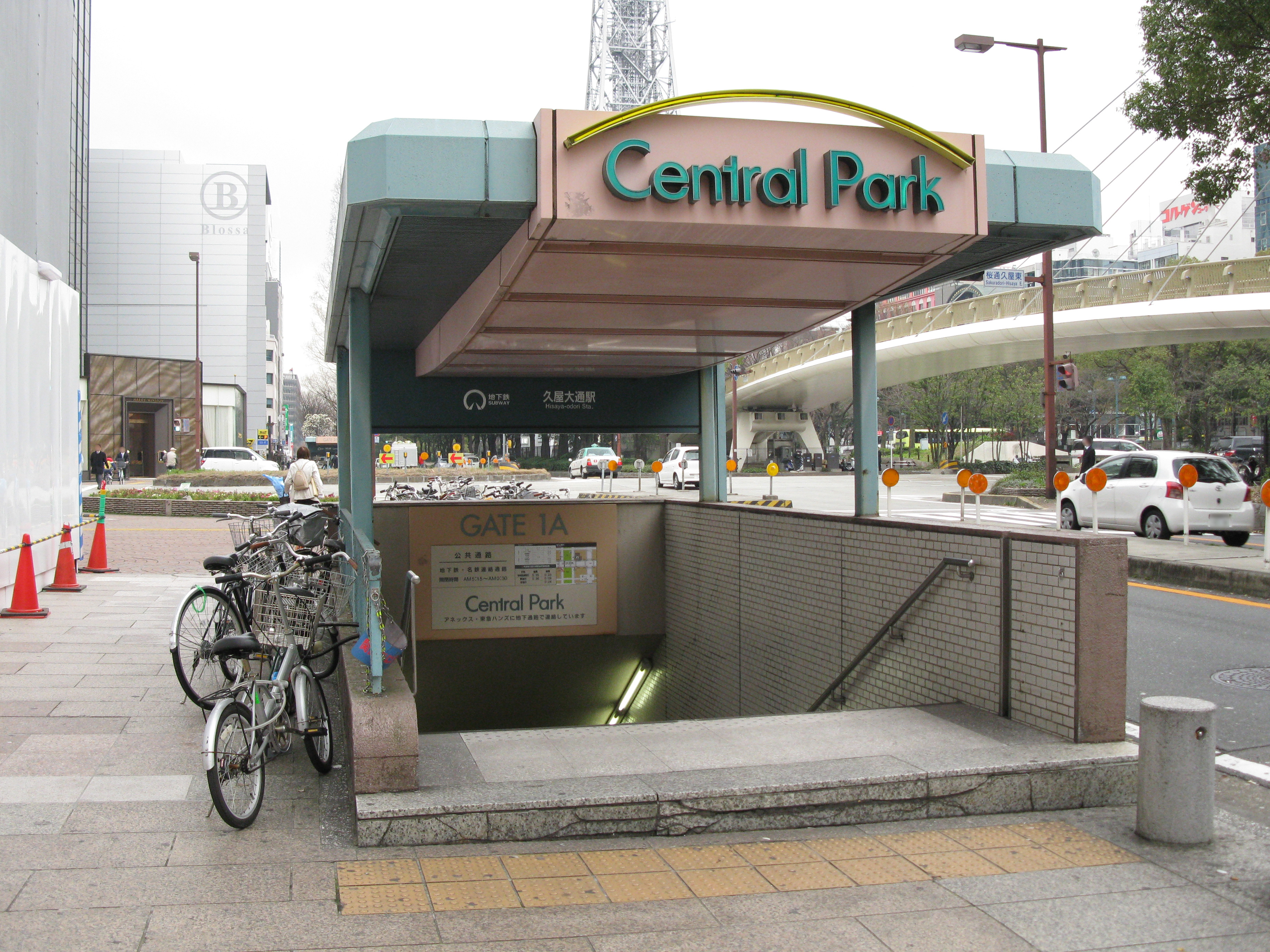
지하가 입구

센트럴 파크 지하가(일본어: セントラルパーク地下街 센토라루파쿠치카가이[*])는 아이치현 나고야시 나카구 사카에에 위치한 지하가이다. 관리는 나고야 TV 관련 회사인 주식회사 센트럴 파크가 하고 있다.